# Skotten i Rödeby
Skotten i Rödeby refererar till ett händelseförlopp i närheten av Rödeby i östra Blekinge och dess rättsliga efterspel (Rödebymålet). Själva skotten avlossades den 6 oktober 2007 på gården Hollstorp, ensligt belägen i skogen vid vägen mot Strömsberg och en bit utanför samhället Rödeby.

## Händelseförlopp

### Upptakt
Ett löst sammanhållet gäng tonåringar, av media sedermera ofta kallat "mopedgänget", hade sedan december 2006 utsatt en 19-årig pojke med lindrig funktionsnedsättning ("19-åringen") för mobbning. I mopedgänget utmärkte sig i synnerhet en 16-årig pojke som ledargestalt. På kvällen den 6 oktober 2007 träffade 19-åringens systers 26-åriga pojkvän på 16-åringen. 26-åringen säger åt 16-åringen att låta bli att mobba 19-åringen. 26-åringen slår också 16-åringen en gång och kastar en ölburk på honom. 16-åringen vågar inte slå tillbaka och skäms över detta inför sina vänner. Ovanstående händelse inträffade cirka en timme före dödsskotten.

### Skotten
Under den följande natten bestämde sig 16-åringen för att tillsammans med några från mopedgänget i 15- och 16-årsåldern att åka till den gård (Hollstorp) cirka 4 kilometer norr om Rödeby där 19-åringen bor, och där de tror att 26-åringen befinner sig. På gården bor också en 50-årig man som är far till 19-åringen. Den 50-årige mannen har gjort flera polisanmälningar, eftersom trakasserier och skadegörelse hade inträffat tidigare. De hade dock inte lett till att trakasserierna upphört. Även under dagen den 6 oktober 2007 hade sonen blivit trakasserad av en eller flera ur mopedgänget.
När mopedgänget på natten anlände till gården gick medlemmarna in på gården, beväpnade med tillhyggen. 50-åringen har uppgivit att mopedgängets närvaro på gården fick honom att känna att hans familjs säkerhet var hotad. Mannen uppgav, att han drabbades av panik, varpå han sprang ut ur boningshuset beväpnad med ett hagelgevär. 50-åringen laddade detta och sköt mot de två medlemmar ur gänget som vid detta tillfälle befann sig närmast. 16-åringen träffades i ryggen och blev liggande på tomten. 15-åringen träffades i armen och stapplade därefter 14 meter vidare mot grinden där han föll ner. 50-åringen laddade om geväret och sköt sedan 15-åringen från cirka en meters avstånd i bröstet, varpå 15-åringen omedelbart avled. 50-åringen har inte kunnat förklara sitt handlande, utan har under rättegången sagt att han fick panik.
Den 19-årige sonen ringde SOS-Alarm inifrån huset när skotten avlossades och kopplades till polisens ledningscentral i Malmö. Den 50-årige mannen kom in efter skottlossningen, tog över telefonen och sade att han skjutit två personer. Han bad att ambulans genast skulle skickas till platsen. 50-åringen greps av polis en stund senare.

## Efterspel
Karlskrona kommuns krisgrupp aktiverades redan under den aktuella natten och fanns på plats i Rödebyskolan. Kyrkan, dit många vände sig för att tända ljus och sörja, var också öppen. Polisen fanns på plats liksom en uppsjö av journalister. Lokalbefolkningen delades i två läger, av vilka det ena stod på 50-åringens sida och det andra på mopedgängets. Många vittnade om hur mopedgängets framfart bara hade ökat i byn. Frustrationen var stor och man försökte nu hitta en syndabock till att det fått gå så långt.
Polisen och socialtjänsten ansåg att man i princip gjort allt man kunde och hade ingen förklaring till det inträffade. Dock såg man nu ett behov av ökad tillgänglighet, varför ytterligare en närpolis placerades i byn och fältgruppen öppnade ett kontor i gamla kommunhuset i Rödeby.
Socialnämndens egen internutredning kom fram till att inget fel hade begåtts. Länsstyrelsen kritiserade dock socialtjänsten och socialnämnden för att inte ha gjort någon uppföljning av den senare skottskadade 16-åringen när han skrevs ut från ungdomshemmet (där han satt för redan tidigare begångna brott), och dessutom underlät att utreda flera anmälningar mot honom innan skottlossningen ägde rum.
Polisens agerande har endast utretts internt.
En dokumentär om det inträffade har visats i Sveriges Television.  Dokumentären sändes år 2021 och heter Pojkarna och skotten i Rödeby.

## Rättsliga påföljder
Rättegången kom att hållas januari 2008. Den rättspsykiatriska undersökningen, som 50-åringen genomgått, visade att mannen under den aktuella natten, men inte vid själva undersökningstillfället, led av en allvarlig psykisk störning. Det framkom därtill att mannen även hade mer än en promille alkohol i blodet när han omhändertogs av polisen. Det framkom även att mannen hade avfyrat fyra skott, något som inte hade kunnat fastställas tidigare. 
Domen väntades inledningsvis falla under slutet av januari 2008, men man beslutade att 50-åringen skulle genomgå ytterligare en psykiatrisk undersökning, något som kom att fördröja domen. Även de inblandade i mopedgänget kom att åtalas under februari 2008. Alla ungdomar som befann sig på gården den aktuella natten åtalades för hemfridsbrott. Den så kallade 16-åringen åtalades även för ofredande, olaga hot, skadegörelse och rattfylleri då det visade sig att han hade 1,3 promille alkohol i blodet vid tiden för det inträffade. 
Rättegången mot de anklagade ungdomarna inleddes den 31 mars 2008. Två veckor senare kom domen: Tre 16-åringar och en 15-åring dömdes för hemfridsbrott till 20 timmars ungdomstjänst. En av 16-åringarna dömdes för hemfridsbrott och ofredande till 25 timmars ungdomstjänst. Den skottskadade 16-åringen dömdes för hemfridsbrott, olaga hot, ofredande och rattfylleri. Tidigare utdömd skyddstillsyn skulle gälla även dessa brott. Övervakningen förlängdes med ett halvår.
50-åringen försattes den 23 april 2008 på fri fot i väntan på dom. Den 7 maj 2008 meddelade Blekinge tingsrätt att han helt frikändes. 50-åringen behövde därmed inte heller betala skadestånd till de berörda familjerna och i konsekvens härmed skulle heller inte det använda vapnet förverkas. Han begärde dock själv att hans vapenlicens skulle dras in och sade att han aldrig mer ville hålla i ett gevär.
Anledningen till att 50-åringen friades var att de psykiatriskt sakkunniga kommit fram till att mannen drabbats av en sådan allvarlig psykisk störning att han inte längre kunde styra sitt handlande vid skottlossningen. Rätten ansåg att 50-åringen därmed saknat uppsåt. Bland rättsvetare har det diskuterats om domarna egentligen avsåg gärningskontroll och inte uppsåt, men kom att sammanblanda begreppen. Frågan om nödvärn prövades därigenom inte.
Domen överklagades. Den 20 november 2008 fälldes 50-åringen av hovrätten för grov misshandel och dråp men slapp fängelsestraff. Däremot dömdes han att betala 181 800 kr i skadestånd allt som allt till den dödade 15-åringens familj och till den skottskadade 16-åringen. Hovrättens dom överklagades inte av någon av parterna.